# Städer i Vitsebsks voblast
Städer i Vitsebssk voblast i Belarus har kriterier för ortskategorierna bestämda i enlighet med republiken Belarus lag (den 5 maj 1998 № 154-Z) ”Om administrativa och territoriella uppdelningen och om ordningen för att lösa frågor om den administrativa och territoriella anordningen i Republiken Belarus”.
Städerna är indelade i följande underkategorier:
- en stad av republikansk subordination – Minsk, Belarus huvudstad;
- städer av regional subordination – de största orterna (med en folkmängd på minst 50 000 personer), som är administrativa och stora ekonomiska och kulturella centra med en utvecklad industriell och social infrastruktur;
- städer av distriktssubordination – orter med en folkmängd på minst 6 000 personer, med industrianläggningar, ett nätverk av institutioner för socialt och kulturellt och hushållsändamål, med förutsättningarna för vidareutveckling och befolkningstillväxt.

## Karta över städer i Vitsebsks voblast
Städer med folkmängd:
|  |  | – 200 000 och mera          |  |  | – från 10 000 till 19 999 |
|  |  | – från 100 000 till 199 999 |  |  | – från 5 000 till 9 999   |
|  |  | – från 50 000 till 99 999   |  |  | – 1 999 och mindre        |
|  |  | – från 20 000 till 49 999   |  |  |                           |

Den gröna färgen indicerar städer med ökande folkmängd, och den röda med minskande folkmängd.

## Antal städer och folkmängd
Den 14 oktober 2009 (folkräkning) fanns det i Vitsebsks voblast 19 städer, däribland fyra städer av regional subordination och 15 städer av distriktssubordination:
| Folkmängd                 | Antal | Antal i procent | Personer | Personer i procent |
| ------------------------- | ----- | --------------- | -------- | ------------------ |
| 200 000 och mera          | 1     | 5,26 %          | 347 928  | 43,03 %            |
| från 100 000 till 199 999 | 1     | 5,26 %          | 117 225  | 14,50 %            |
| från 50 000 till 99 999   | 2     | 10,53 %         | 180 685  | 22,34 %            |
| från 10 000 till 19 999   | 7     | 36,84 %         | 103 907  | 12,85 %            |
| från 5 000 till 9 999     | 7     | 36,84 %         | 56 943   | 7,04 %             |
| 1 999 och mindre          | 1     | 5,26 %          | 1 973    | 0,24 %             |
| Summa                     | 19    | 100,00 %        | 808 661  | 100,00 %           |

Den 1 januari 2016 fanns det 19 städer, däribland bara två städer av regional subordination och 17 städer av distriktssubordination.

## Lista över städer i Vitsebsk voblast
| Nr | Vapen | Namn (latinskt) | Namn (kyrilliskt) | Distrikt (rajon)                                    | Folkmängd (folkräkning, 2009) | Folkmängd (beräkning, 2016) | Förändring |
| -- | ----- | --------------- | ----------------- | --------------------------------------------------- | ----------------------------- | --------------------------- | ---------- |
| 1  |       | Vitsebsk        | Віцебск           | Vitsebsk stad                                       | 347 928                       | 368 574                     | +5,93 %    |
| 2  |       | Orsja           | Орша              | Orsja rajon (från 2013); Orsja stad (till 2013)     | 117 225                       | 116 552                     | −0,57 %    |
| 3  |       | Navapolatsk     | Наваполацк        | Navapolatsk stad                                    | 98 138                        | 102 394                     | +4,34 %    |
| 4  |       | Polotsk         | Полацк            | Polotsk rajon (från 2013); Polotsk stad (till 2013) | 82 547                        | 85 078                      | +3,07 %    |
| 5  |       | Postavy         | Паставы           | Pastaŭski rajon                                     | 19 815                        | 20 039                      | +1,13 %    |
| 6  |       | Hlybokaje       | Глыбокае          | Hlybotski Rajon                                     | 18 082                        | 18 921                      | +4,64 %    |
| 7  |       | Lepel           | Лепель            | Lepelski Rajon                                      | 17 280                        | 17 690                      | +2,37 %    |
| 8  |       | Novolukoml      | Новалукомль       | Tjasjnitski Rajon                                   | 13 945                        | 13 039                      | −6,50 %    |
| 9  |       | Haradok         | Гарадок           | Haradotski Rajon                                    | 12 968                        | 12 186                      | −6,03 %    |
| 10 |       | Baran           | Барань            | Orsja rajon (från 2013); Orsja stad (till 2013)     | 11 662                        | 11 343                      | −2,74 %    |
| 11 |       | Braslaŭ         | Браслаў           | Braslaŭski Rajon                                    | 9 516                         | 9 857                       | +3,58 %    |
| 12 |       | Talatjyn        | Талачын           | Talatjynski Rajon                                   | 10 155                        | 9 761                       | −3,88 %    |
| 13 |       | Tjasjniki       | Чашнікі           | Tjasjnitski Rajon                                   | 9 203                         | 8 839                       | −3,96 %    |
| 14 |       | Mjory           | Мёры              | Mjorski Rajon                                       | 8 188                         | 8 052                       | −1,66 %    |
| 15 |       | Sianno          | Сянно             | Sennenski Rajon                                     | 8 007                         | 7 385                       | −7,77 %    |
| 16 |       | Verchnjadzvinsk | Верхнядзвінск     | Verchnjadzvinsk rajon                               | 7 360                         | 7 335                       | −0,34 %    |
| 17 |       | Dubroŭna        | Дуброўна          | Dubrovenski Rajon                                   | 8 041                         | 7 224                       | −10,16 %   |
| 18 |       | Doksjytsy       | Докшыцы           | Doksjytski Rajon                                    | 6 628                         | 6 906                       | +4,19 %    |
| 19 |       | Dzisna          | Дзісна            | Mjorski Rajon                                       | 1 973                         | 1 537                       | −22,10 %   |

## Bildgalleri

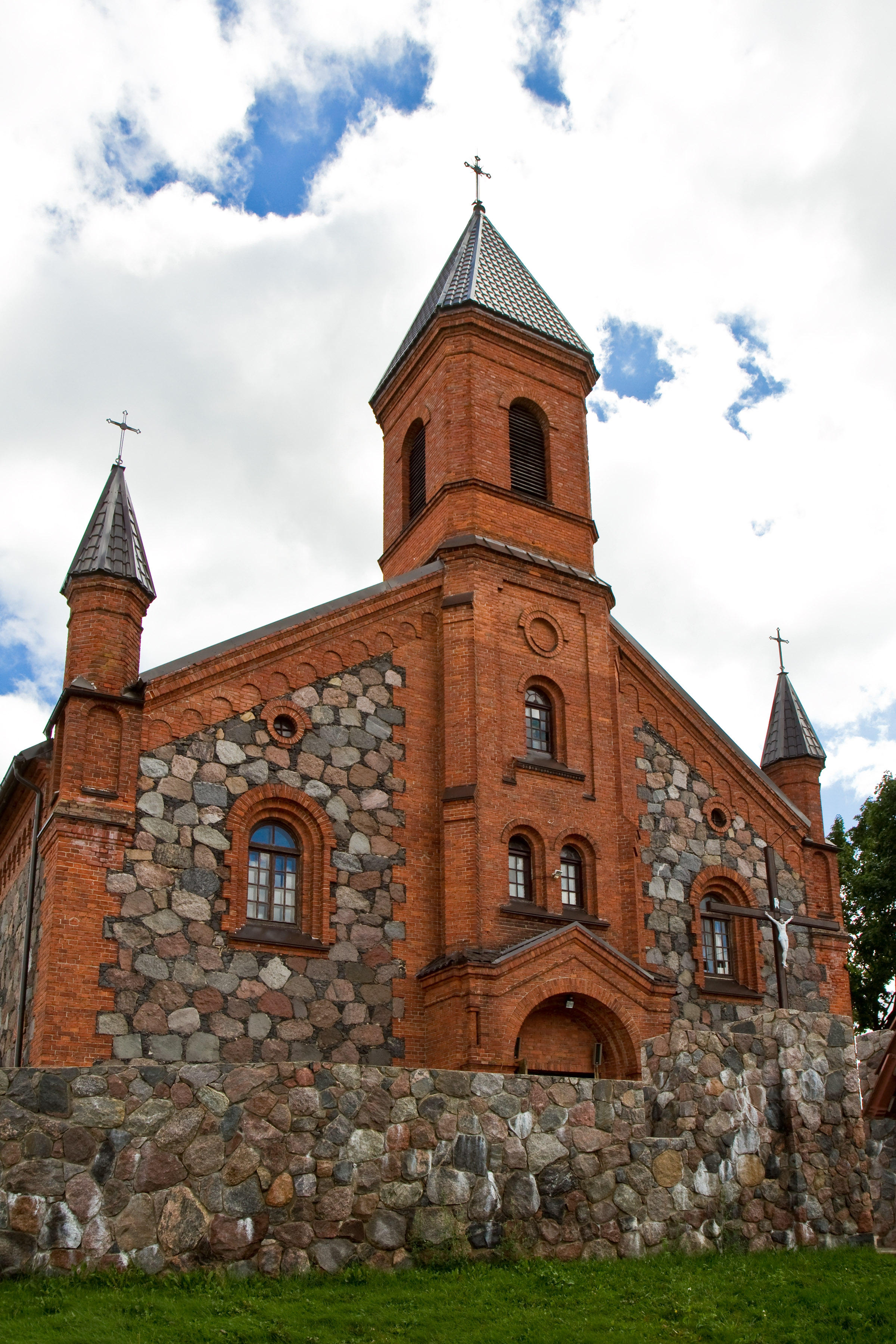
Braslaŭ
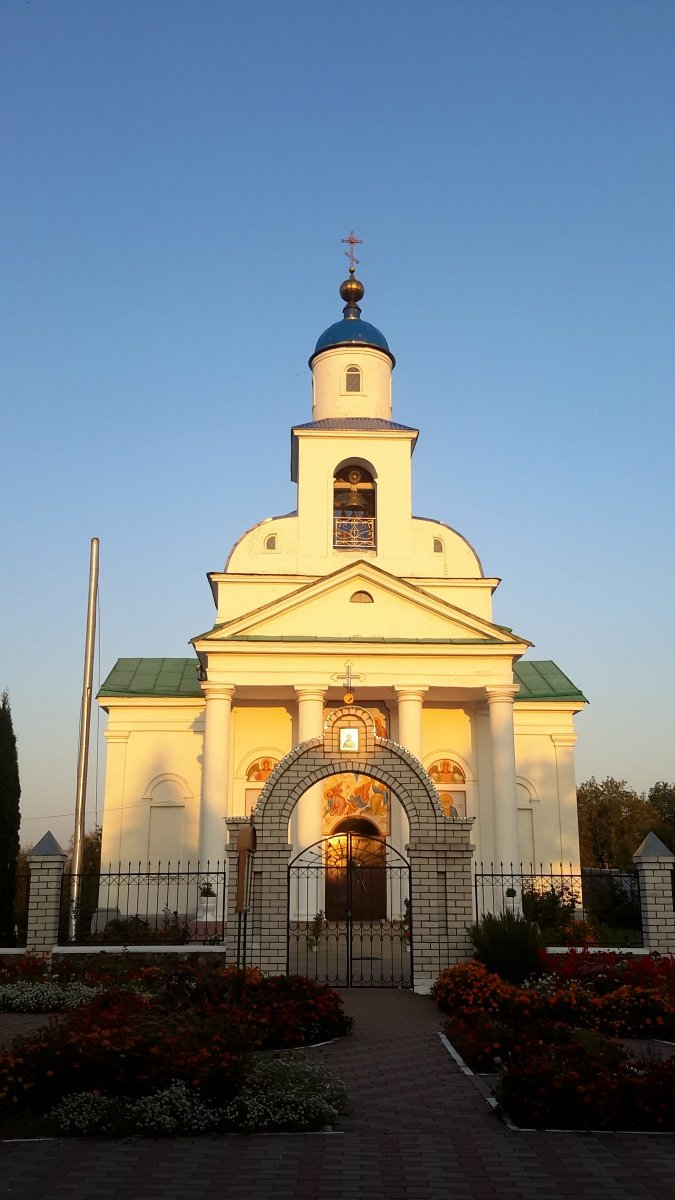
Tjasjniki
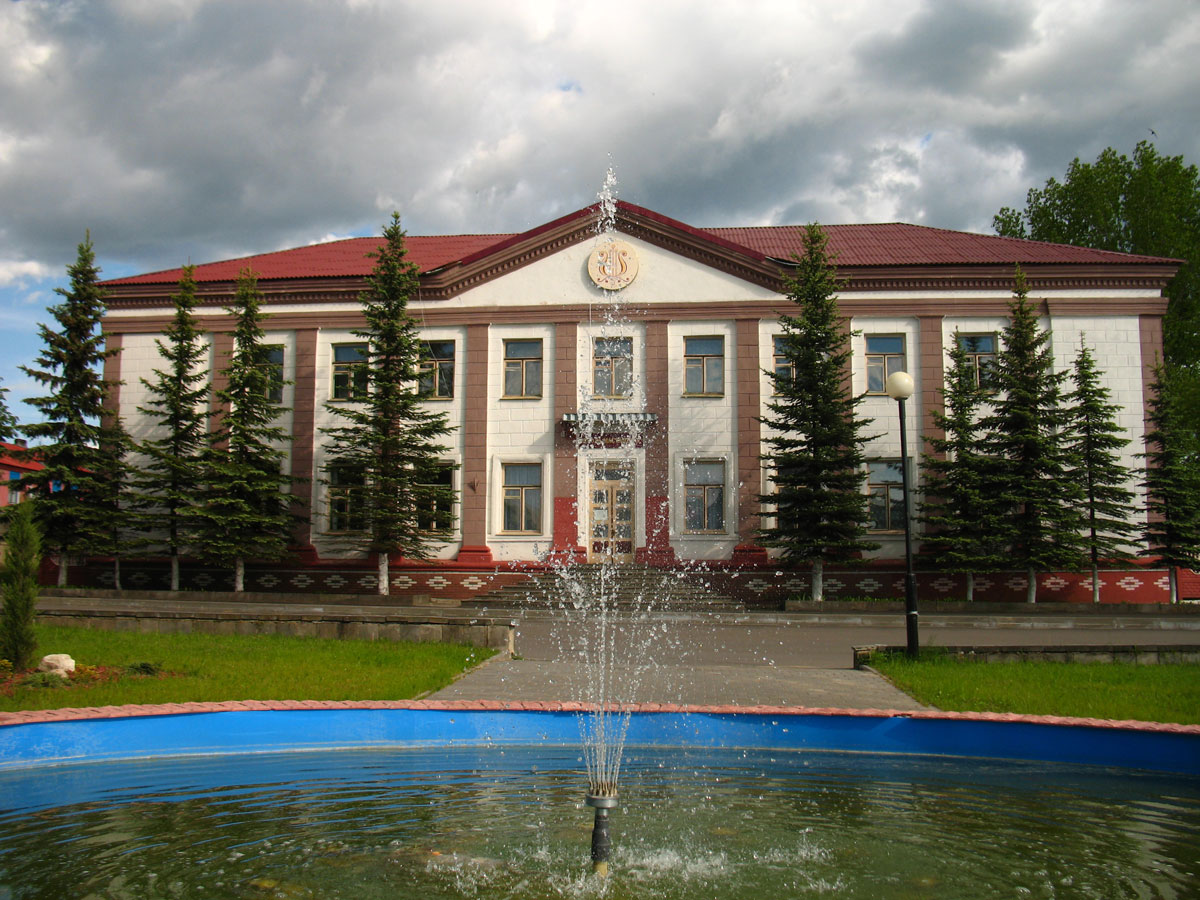
Doksjytsy
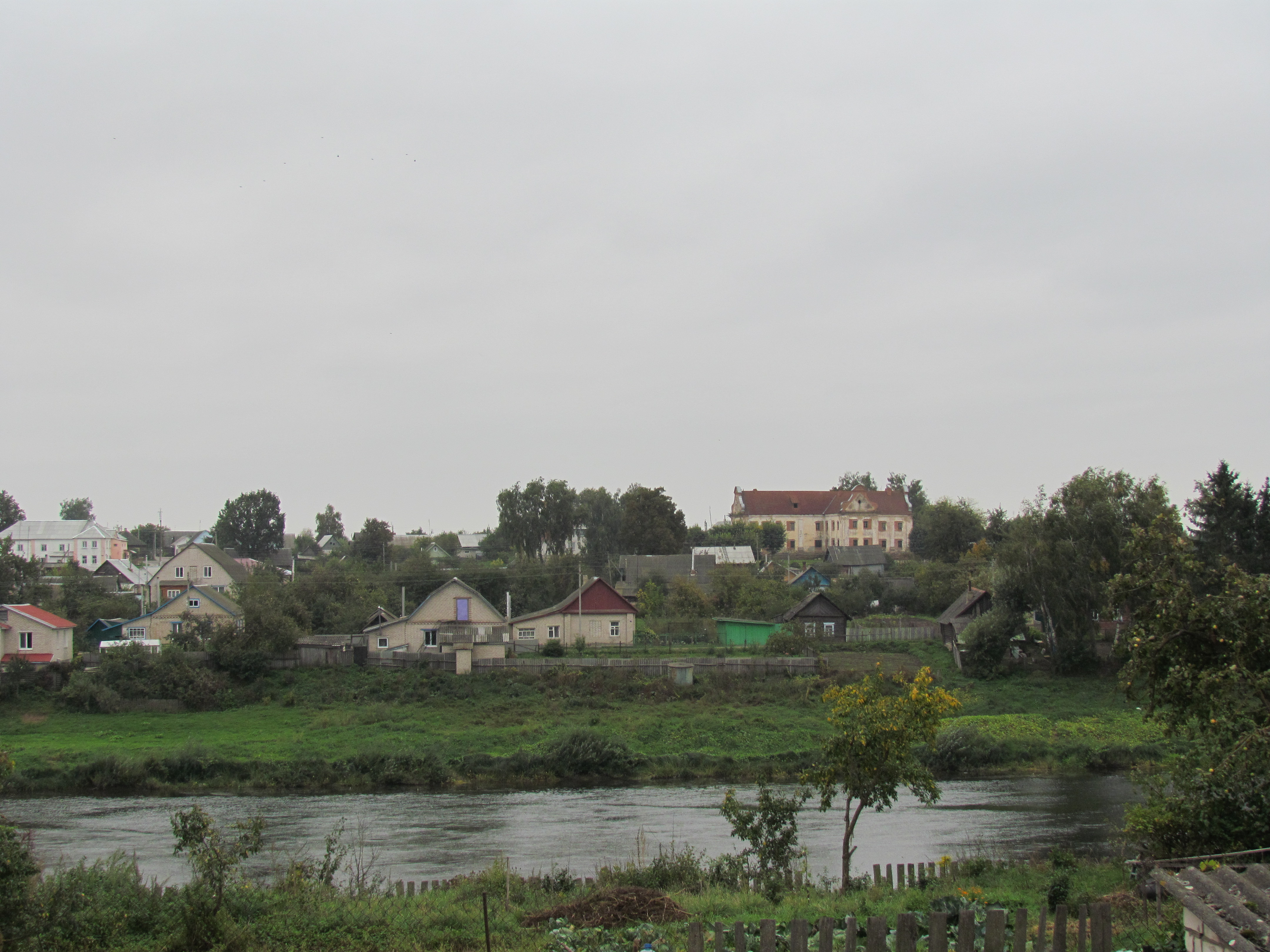
Dubroŭna
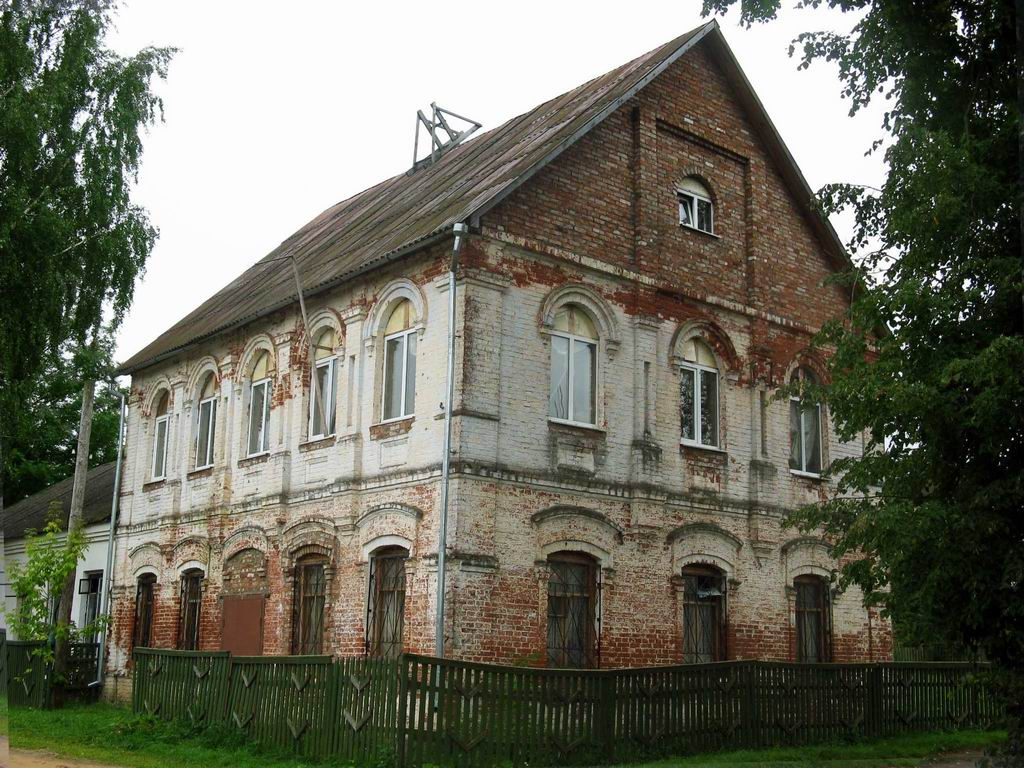
Dzisna
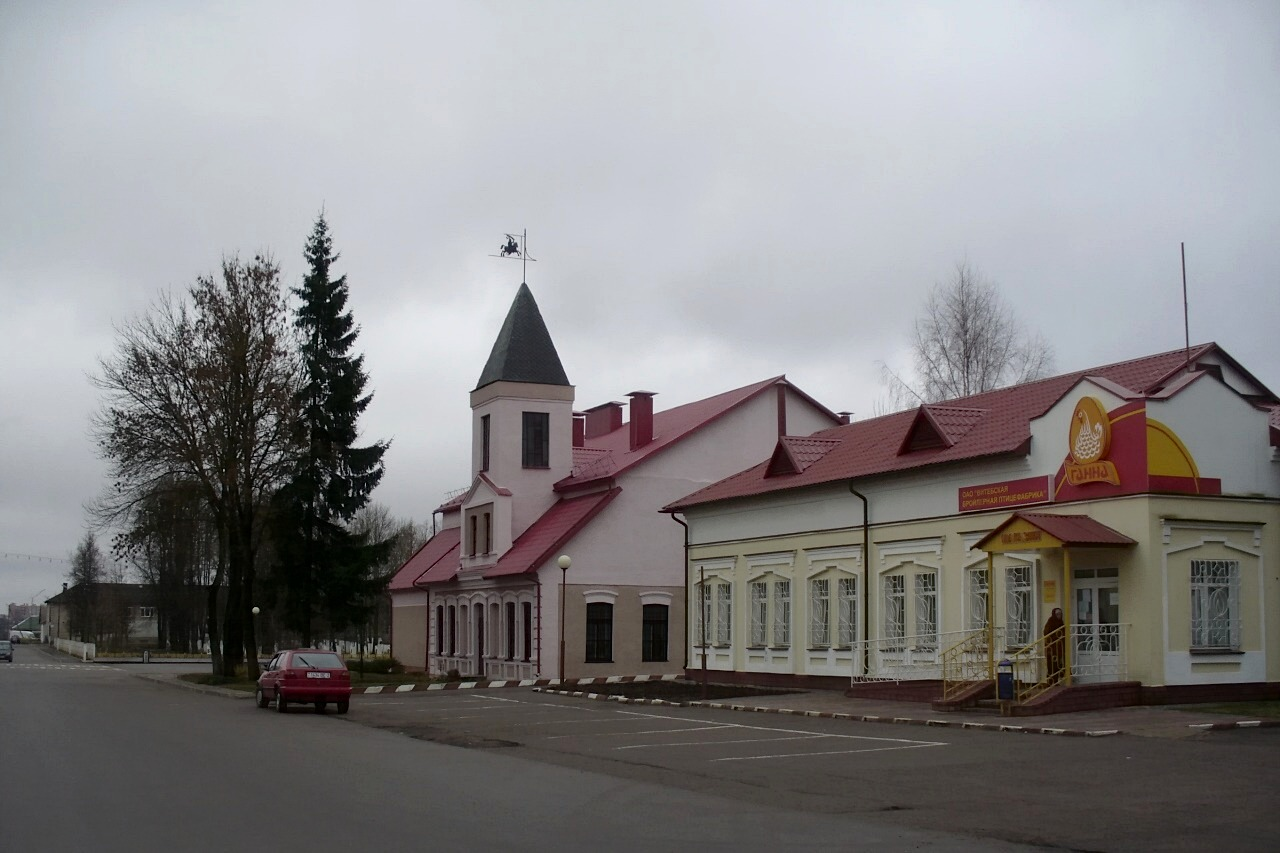
Haradok
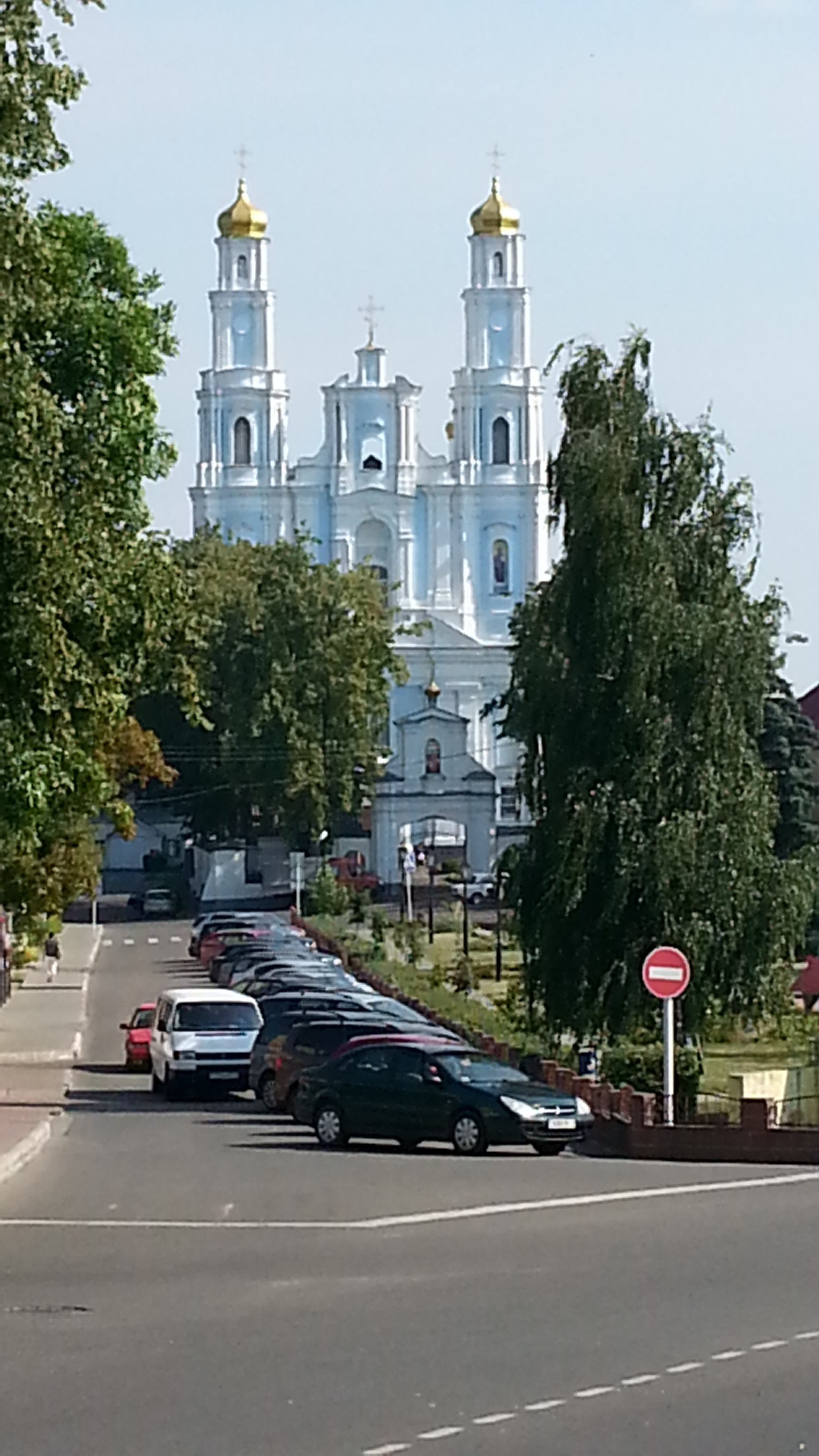
Hlybokaje
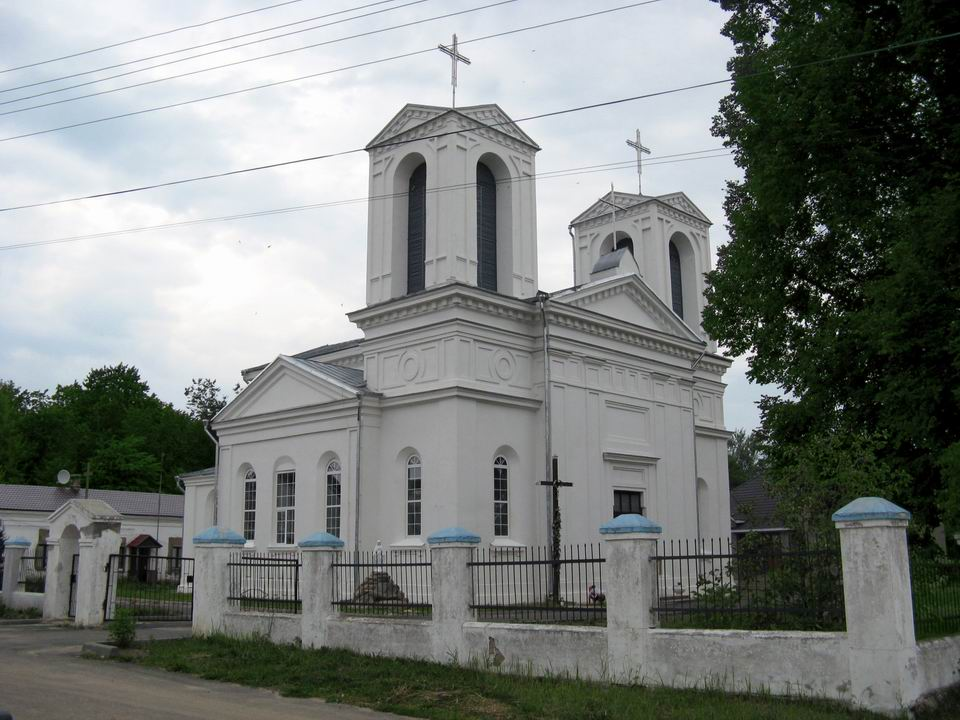
Lepel
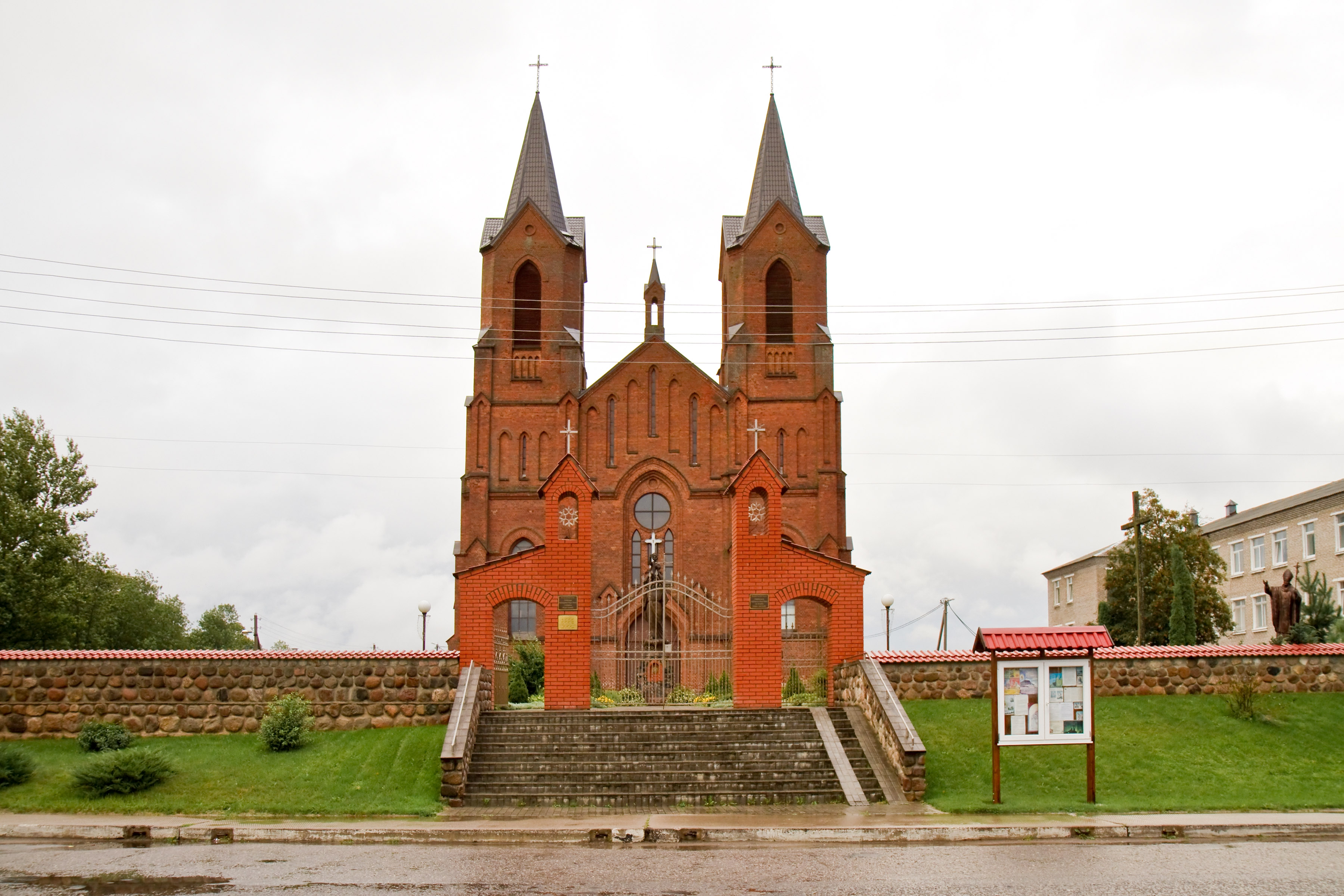
Mjory
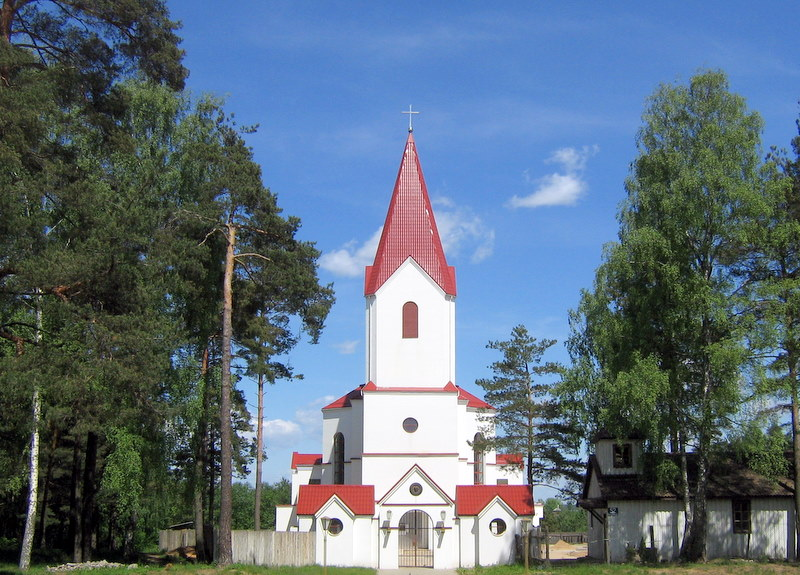
Navapolatsk
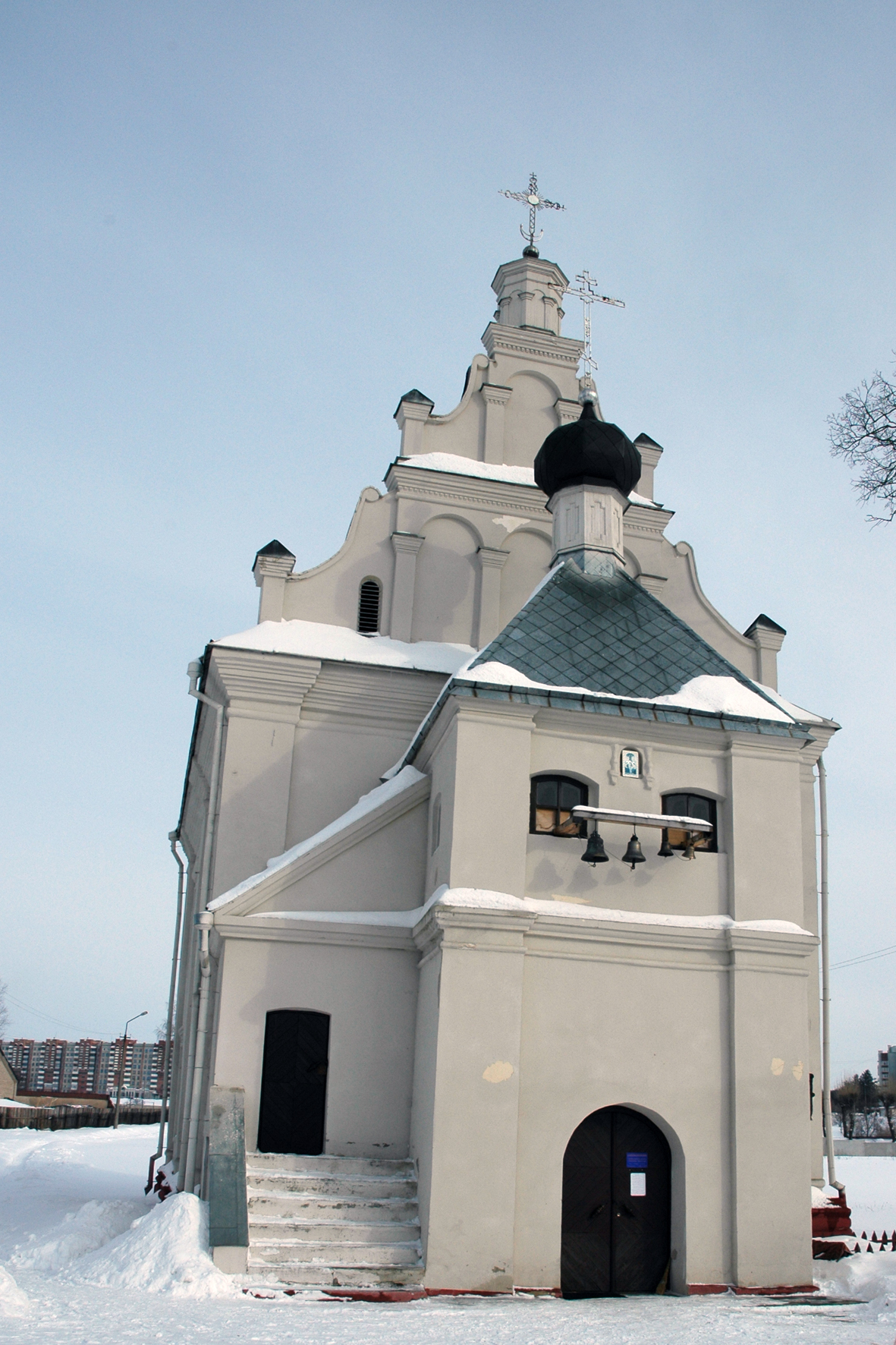
Orsja
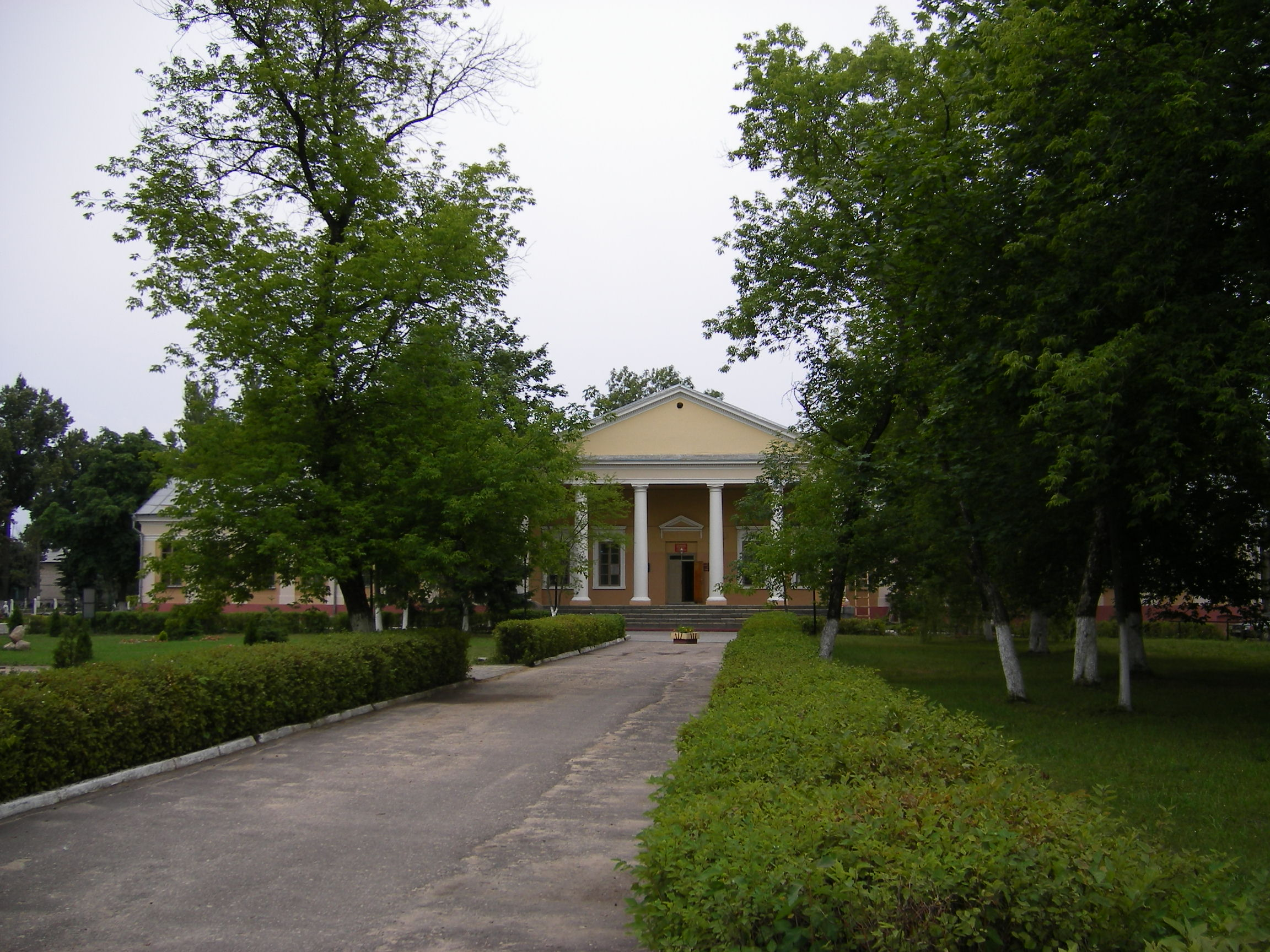
Postavy
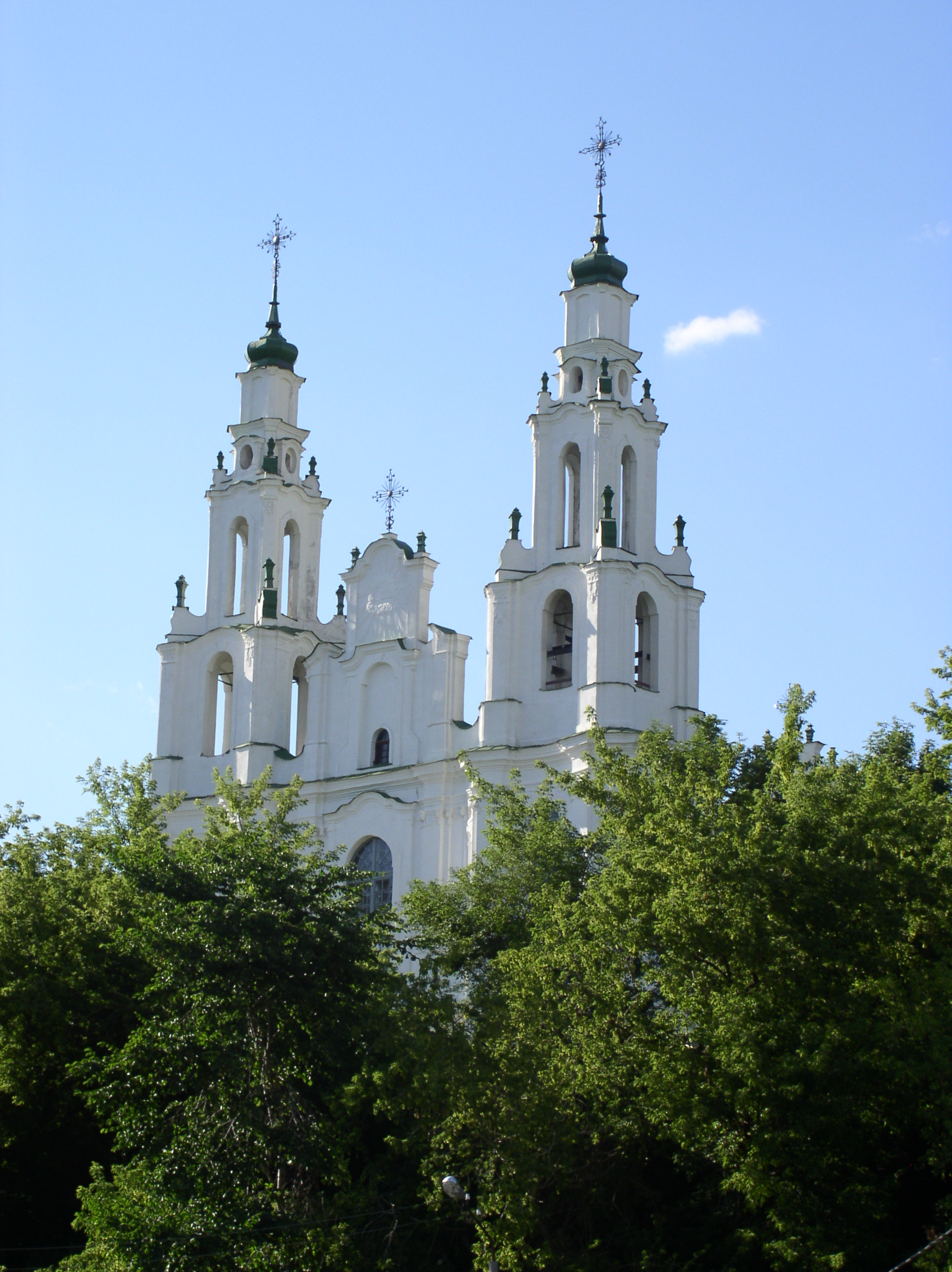
Polotsk
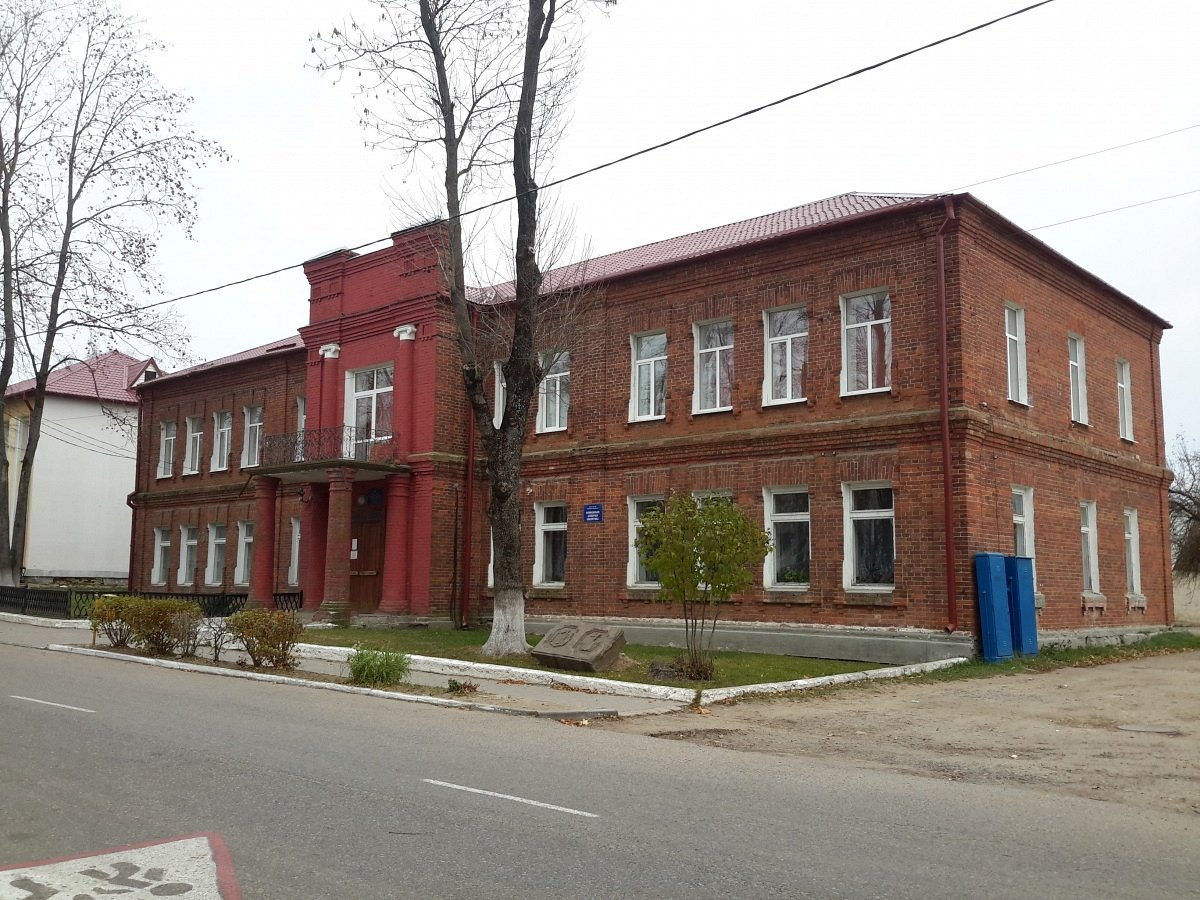
Sianno
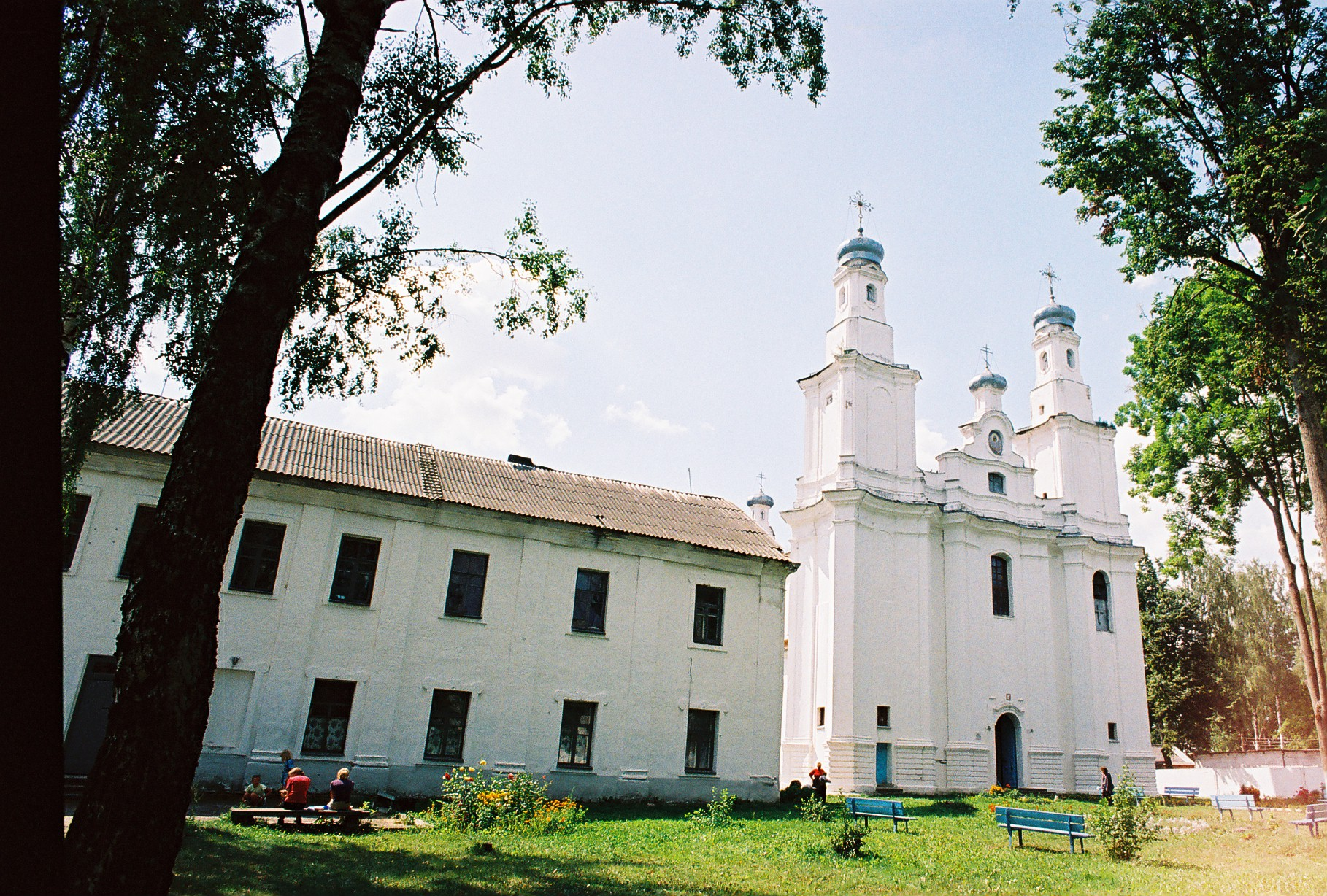
Talatjyn
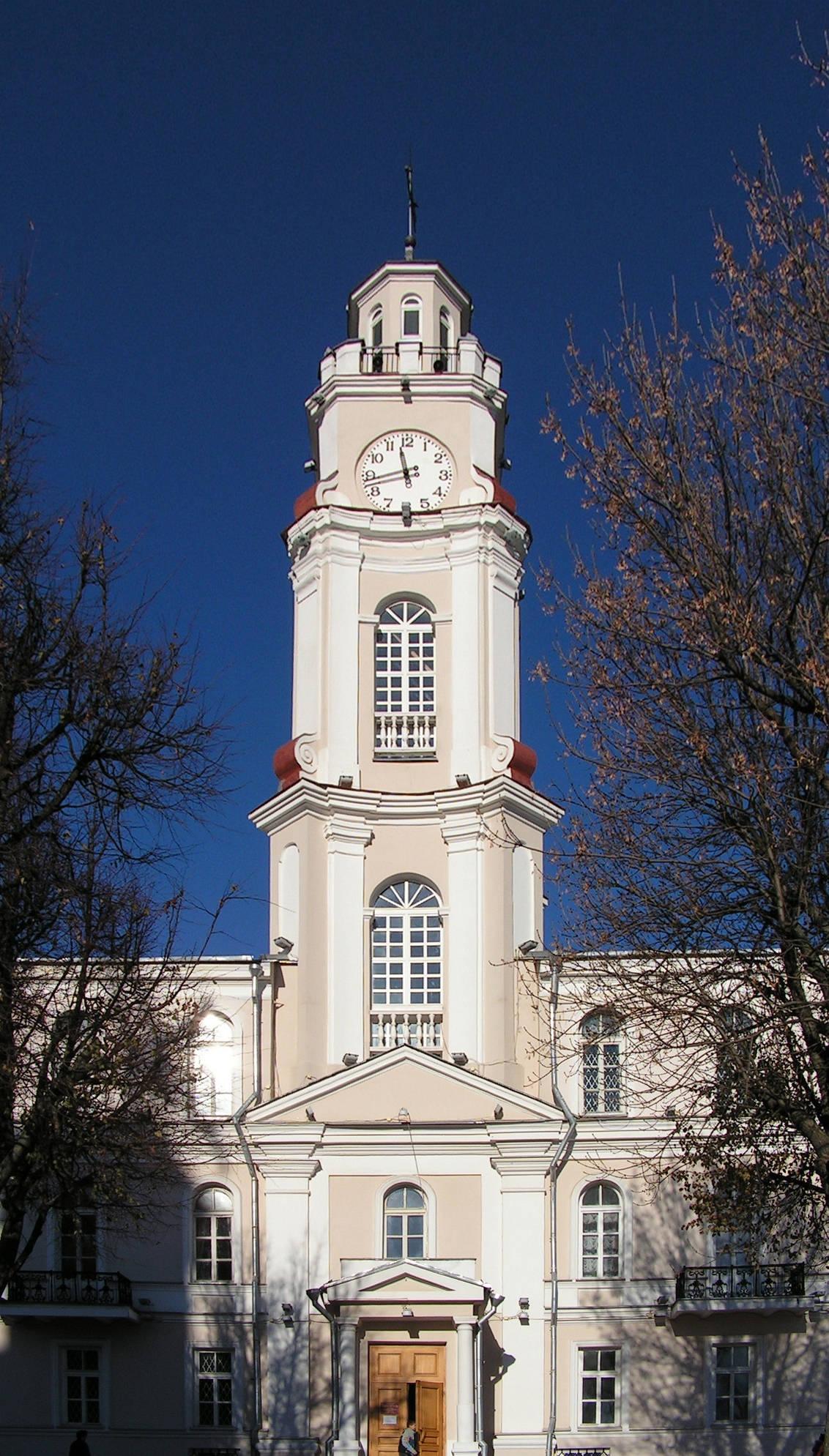
Vitsebsk
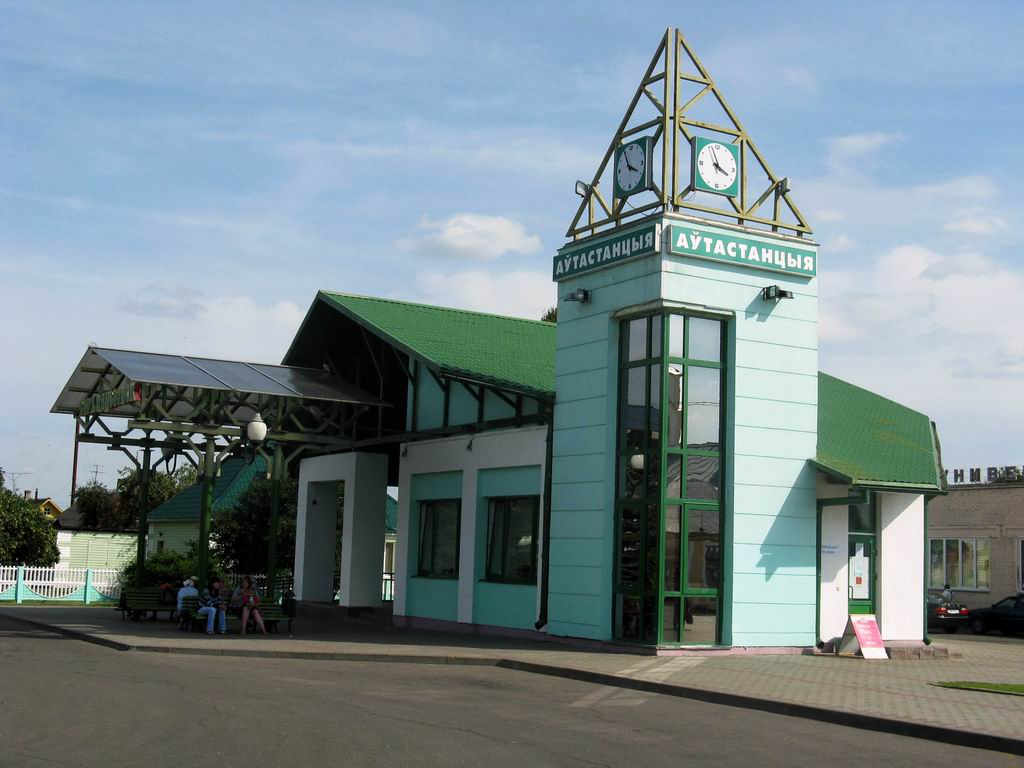
Verchnjadzvinsk